# Polla ochreicosta
Polla ochreicosta là một loài bướm đêm trong họ Geometridae.